# 地狱风景
地狱风景是江戶川亂步所著的推理小說，於1931年至1932年間發表。

## 故事簡介
治良右衛門是一個名門子弟，興建了一個奇特的公園，內裡有不同的遊樂設施，不時邀請喜歡探奇的朋友到訪。某次，治良的朋友在迷宮中被刀刺殺，警方派人到樂園調查。調查期間，竟然再有三名朋友在相近的時間在不同的地方被殺，警方懷疑侏儒管家是兇手，但管家後來被發現死於水池中。治良不理其他人的勸阻，繼續在樂園中舉辦盛大的狂歡節，邀請更多的人到樂園。在最後的狂歡節中，治良自認是兇手，並展現其獸性人面，大肆殘殺到訪的朋友。最後的結果是所有的事情都是治良的夢。